# Hollywood Burbank Airport
Hollywood Burbank Airport (IATA: BUR, ICAO: KBUR, FAA LID: BUR) är en flygplats i Burbank, Los Angeles County, Kalifornien i USA. Den är belägen i San Fernando Valley betjänar Los Angeles-regionen, framförallt de norra delarna. Flygplatsen har haft flera olika namn och hette fram till 2003 Burbank-Glendale-Pasadena Airport, sen Bob Hope Airport. År 2016 ändradres namnet igen. I dagligt tal kallas flygplatsen sedan länge Burbank Airport.
Flygplatsen ägs och drivs av Burbank-Glendale-Pasadena Airport Authority, som kontrolleras av städerna Burbank, Glendale och Pasadena. Flygplatsen har direktomstigning till pendeltågen Metrolink.
Idag används flygplatsen bland annat av JetBlue Airways, Southwest Airlines och Delta Air Lines. Hollywood Burbank Airport betjänar årligen ungefär fem miljoner passagerare.

## Flygbolag och destinationer
Hollywood Burbank Airport har två terminaler, "A" and "B," som är sammanbyggda.

### Terminal A
- JetBlue Airways Gates A8 - A9 (New York-JFK)
- Southwest Airlines Gates A1 - A4, A6 - A7 (Las Vegas, Oakland, Phoenix, Sacramento, San Jose (CA))
- Skybus Airlines Gate A7 (Columbus)
- US Airways Gate A5
  - US Airways operatör: America West Airlines (Phoenix)
  - US Airways Express operatör: Mesa Airlines (Las Vegas, Phoenix)

### Terminal B
- Alaska Airlines Gate B5 (Seattle–Tacoma)
  - Horizon Air (Portland (OR))
- American Airlines Gate B3 (Dallas/Fort Worth)
- Delta Air Lines Gate B4
  - Delta Connection operatör: SkyWest (Salt Lake City)
- United Airlines Gates B1, B2 (Denver, San Francisco)
  - United Express operatör:SkyWest (Denver, San Francisco)